# Jacques-Hyacinthe Fabry
Pour les articles homonymes, voir Fabry.
Jacques-Hyacinthe Fabry dit Hyacinthe Fabry, né le 13 décembre 1758 à Liège et décédé dans la même ville le 13 janvier 1851 , est un juriste et politicien belge qui a joué un rôle dans la révolution liégeoise de 1789-1795 puis qui fut élu député du département de l'Ourthe à Paris.

## Biographie
Jacques-Hyacinthe est le fils de Jacques-Joseph Fabry (1722-1798), bourgmestre de Liège, et de Marguerite-Marie Bertoz (1732-1813). Il obtient sa licence en droit le 4 septembre 1780. En 1781, il obtient avec dispense d'âge le poste de mayeur de Liège. En avril 1787, il est nommé receveur général de la Cité de Liège.
Jacques-Hyacinthe et son père jouent un rôle actif dans la révolution de 1789-1795 à Liège, son père comme bourgmestre et Jacques-Hyacinthe en coopérant au Journal  patriotique, qui a paru du 22 août 1789 au 4 juillet 1790. Aux hasards de la révolution liégeoise, Jacques-Hyacinthe doit fuir un temps à Paris, mais après l'invasion française de 1792, il peut revenir et devient membre de l'administration provisoire de Liège en 1792. À la retraite de Dumouriez en mars 1793, il se réfugie de nouveau à Paris, puis à Versailles. 
En 1794, à l'annexion de la Belgique par la France, il revient à Liège, où il est membre du conseil de la ville et du pays de Liège, puis en 1795 administrateur du département de l'Ourthe. En 1797, il est élu député de l'Ourthe au Conseil des Cinq-Cents. Le 7 nivôse an VIII il devient membre du Corps législatif à Paris. En février 1800, il est nommé préfet de l'Ain, poste qu'il refuse pour rester membre de Corps législatif jusqu'en 1802. 
Il se retire alors de la vie politique et il devient en 1803 juge au tribunal criminel du département de la Meuse-Inférieure. Le 4 avril 1807, il devient conseiller à la Cour impériale de Liège. 
Après la révolution de 1830, le gouvernement provisoire belge lui décerne le 16 octobre 1830 le titre de président honoraire à la Cour d'appel de Liège.